# Houten hamer

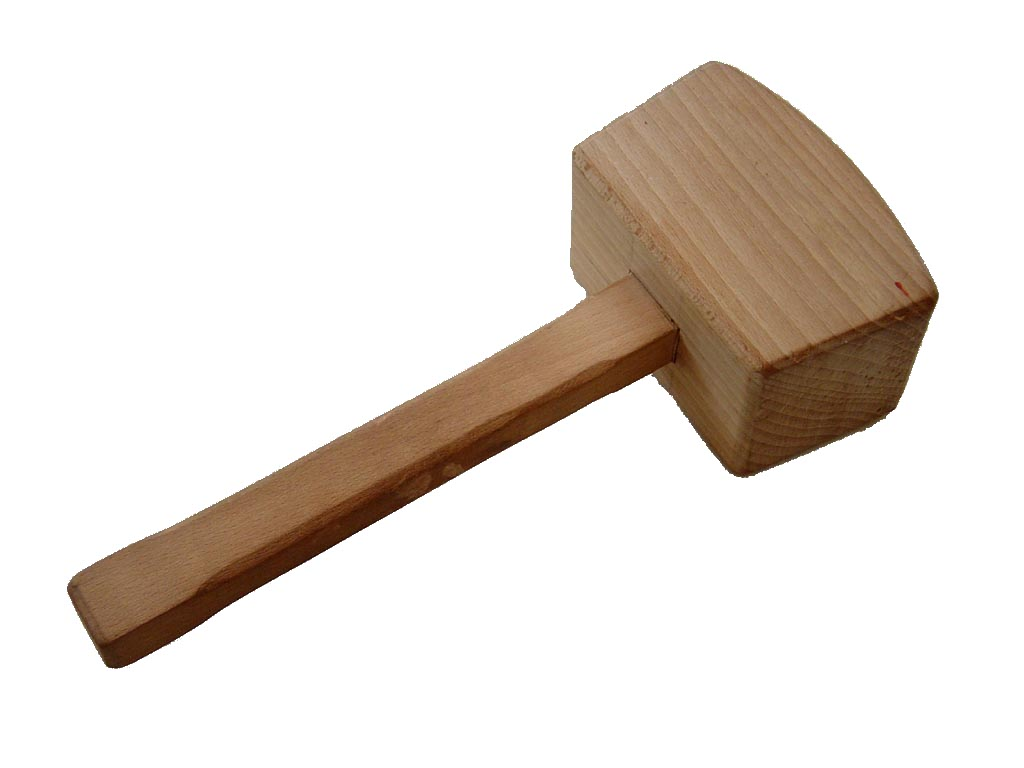
Een houten hamer zoals gebruikt door timmerlui

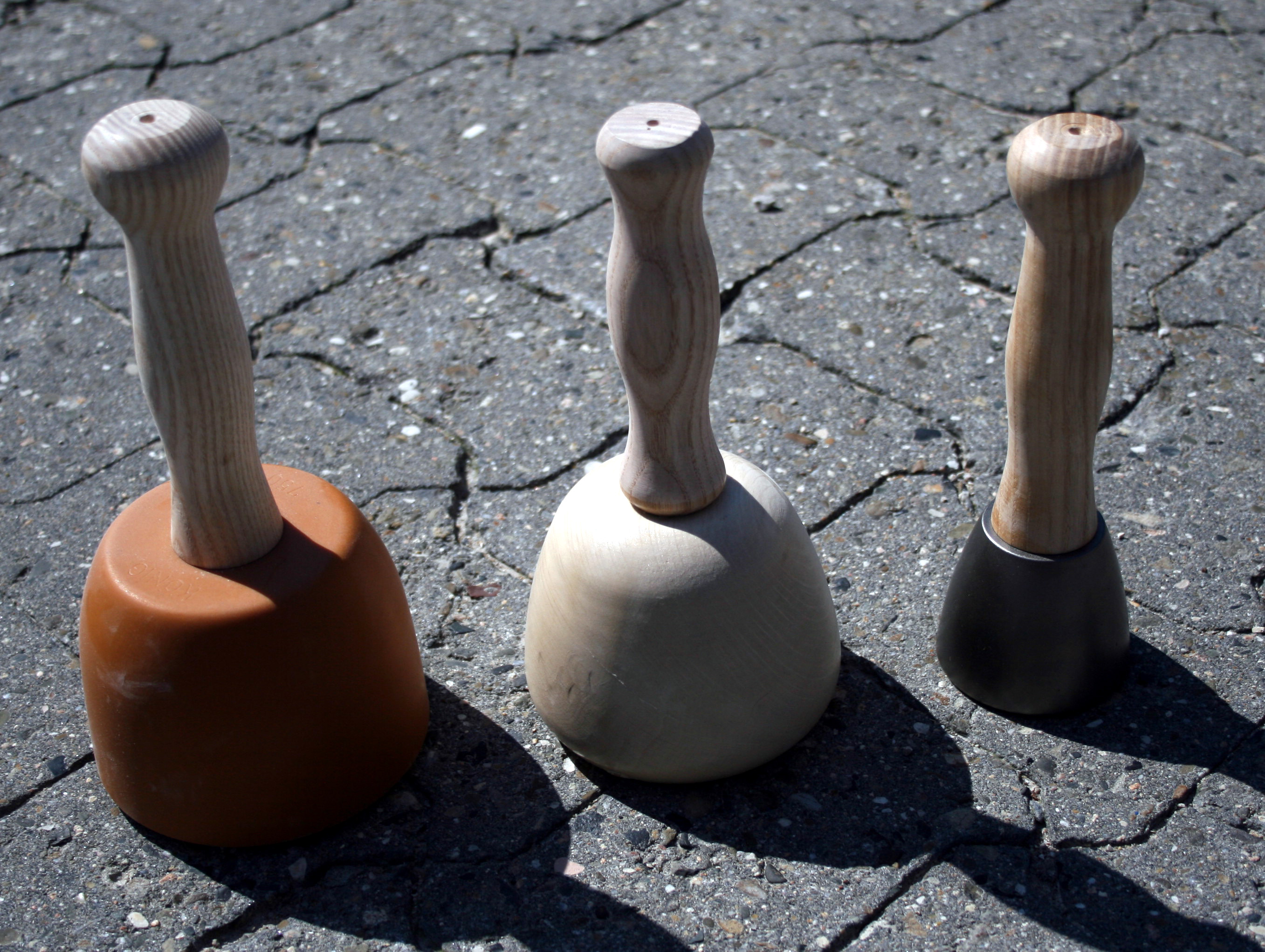
Twee steenhouwerskloppers, (een van kunststof, een van hout) en een steenhouwershamer

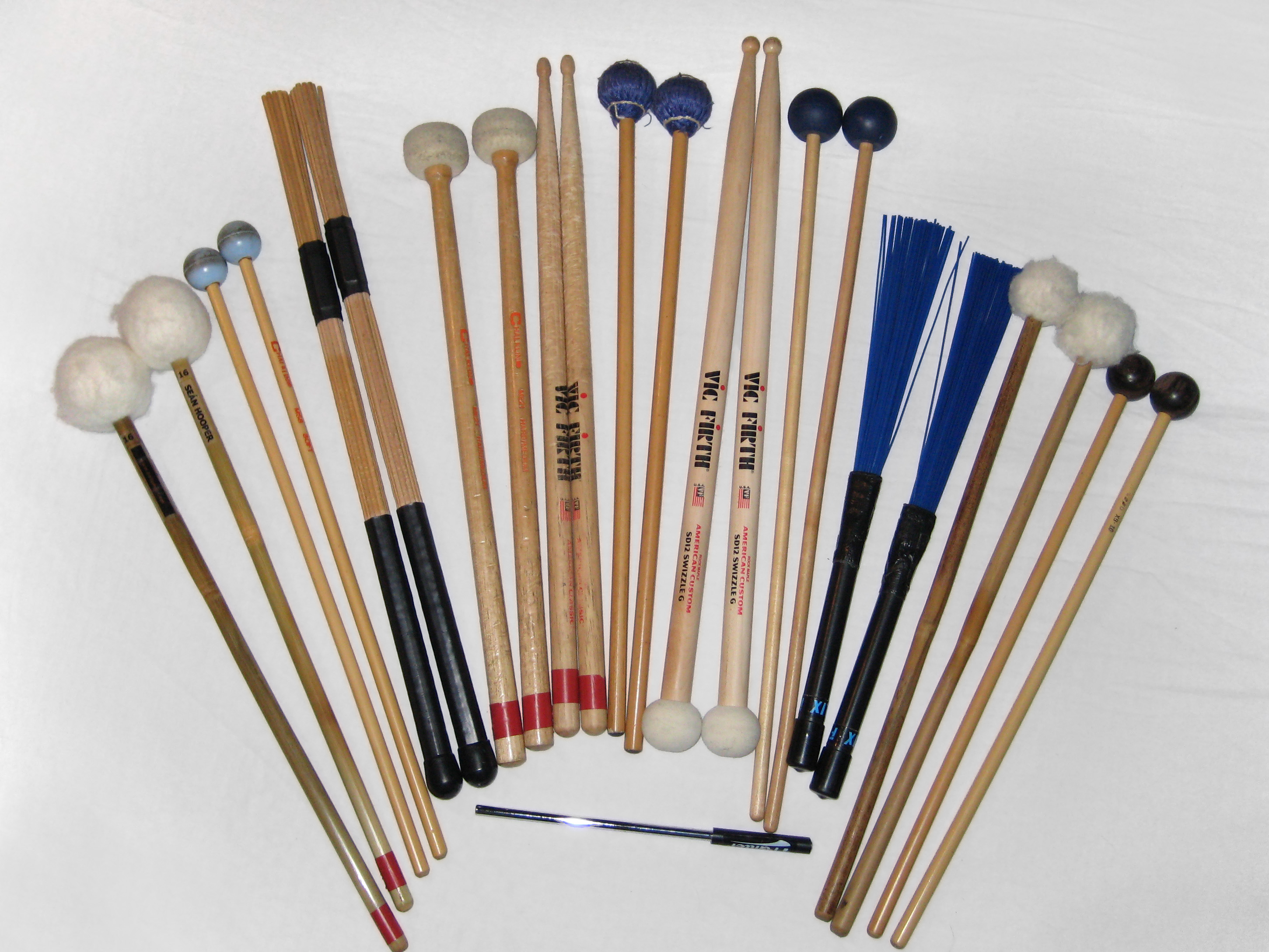
Diverse percussiehamers, met onder andere houten en vilten kop

Een houten hamer is een type hamer met houten steel en slagkop. Deze wordt in verschillende typen gebruikt voor verschillende doeleinden.
Houten hamers zijn zonder wig op de steel geborgd. Het dikste uiteinde van de steel steekt doorgaans uit de kop van de hamer, zodat deze niet van de steel kan schieten.

## Steen- en houtbewerking
De houten hamer die door steenhouwers, steenbeeldhouwers en houtsnijders gebruikt wordt heet een klopper.
Andere typen houten hamers worden gebruikt door timmerlieden en meubelmakers, onder andere bij het hakken met beitels, en om de verlijmde delen of wiggen aan te slaan.

## Metaalbewerking
In de metaalbewerking, met name bij plaatbewerkingen, worden eveneens houten hamers toegepast. Bijvoorbeeld bij het omzetten van haakse randen, het stuiken van felsranden enz. Zou men voor dit doel een stalen hamer gebruiken dan rekt het materiaal uit waardoor dit gaat 'wapperen'.

## Muziek
Diverse typen houten hamer, meestal met dunne steel en kogelvormige kop, worden door slagwerkers gebruikt, onder andere bij het aanspelen van de
marimba, de vibrafoon, het Glockenspiel, het buisklokkenspel, de xylofoon, de crotales en de lyra.

## Speelgoed
Bij speelgoed als hamertje tik worden houten hamertjes gebruikt om spijkertjes of houten pennen aan te slaan.

## Kamperen
Houten hamers worden ook wel gebruikt om tentharingen in de grond te drijven bij het kamperen.

## Sport
Bij balsporten als polo en croquet wordt gespeeld met een houten hamer om de bal te slaan.

## Andere typen houten hamers
- Voorzittershamer